# Calanthe villosa
Calanthe villosa är en orkidéart som beskrevs av Johannes Jacobus Smith. Calanthe villosa ingår i släktet Calanthe och familjen orkidéer. Inga underarter finns listade i Catalogue of Life.